# Rhytidium rugosum
Espèce
Synonymes
- Hypnum rugosum Ehrh. ex Hedw.[2]
- Neolindbergia falcifolia Dixon[2]

Rhytidium rugosum est une espèce de bryophytes (mousses) de la famille des Hylocomiaceae.

## Liste des variétés
Selon The Plant List (10 janvier 2018) :
- variété Rhytidium rugosum var. imbricatum (Pfeff.) Herzog

Selon Tropicos (10 janvier 2018) (Attention liste brute contenant possiblement des synonymes) :
- variété Rhytidium rugosum var. boreale (Lange) G. Roth
- variété Rhytidium rugosum var. gracile J.J. Amann
- variété Rhytidium rugosum var. imbricatum (Pfeff.) Herzog